# 呼伦直隶厅
呼伦直隶厅，清朝末期设置的直隶厅，属于黑龙江省璦琿道。
光绪三十四年（1908年）七月裁撤呼伦贝尔副都统，分呼伦贝尔之地设置呼伦直隶厅。驻在呼伦贝尔城，即今内蒙古自治区呼伦贝尔市海拉尔区。呼伦兵备道驻地就在呼伦直隶厅。民国成立后，废除呼伦直隶厅，民国九年（1920年），设立呼伦县。